# 北站 (阿姆斯特丹地铁)

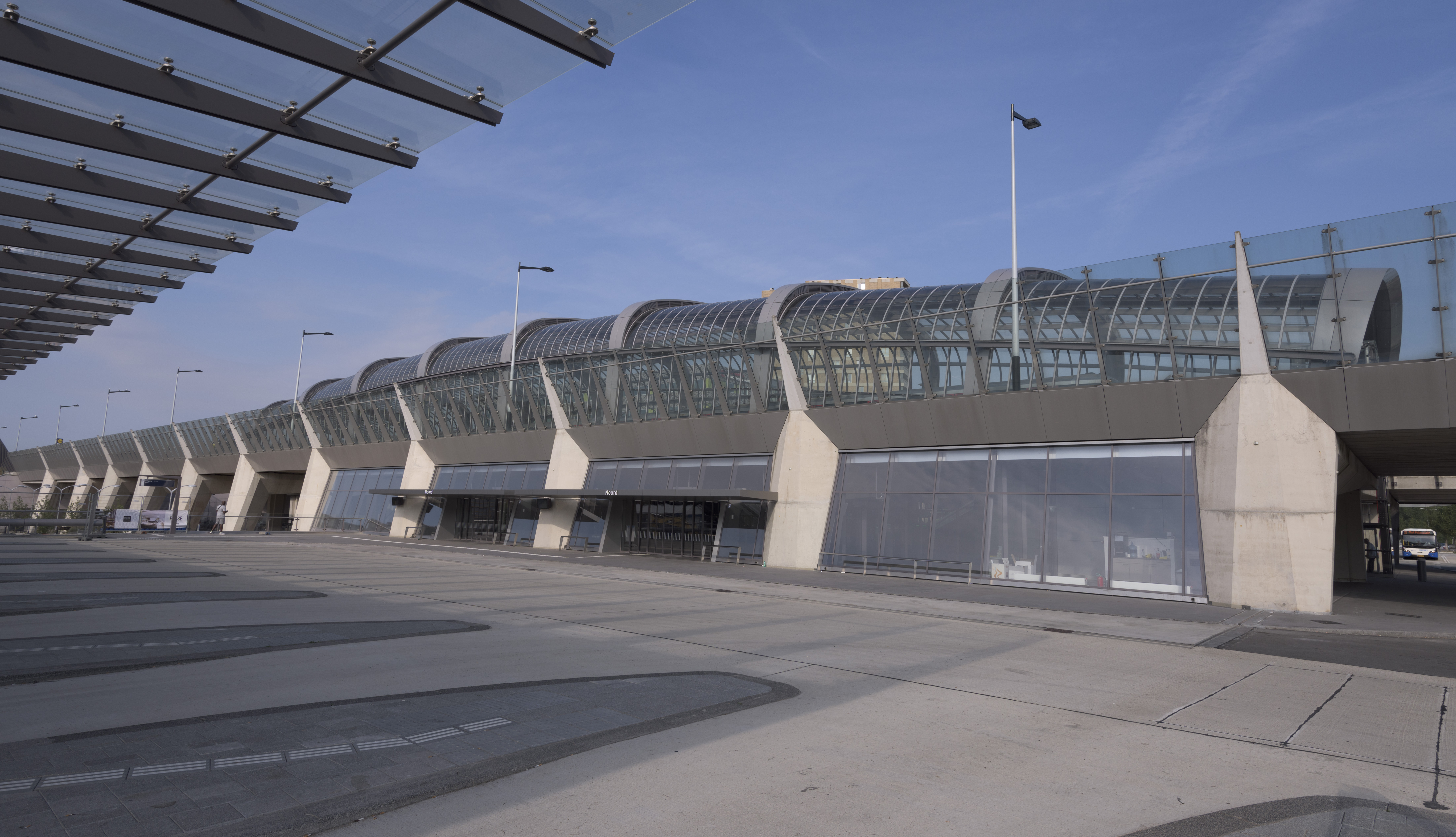
車站外觀

北站（荷蘭語：Station Noord）是荷蘭阿姆斯特丹地铁52號線（又稱南北線）的一座地鐵車站，於2018年7月22日啟用。北站為52號線的終點站。

## 設施
該站為一座高架車站，有兩個入口和一個長約130米，寬13.1米的島式月台。月台的地板裝飾有圖形設計師哈門·林堡的藝術作品，其設計概念為阿姆斯特丹的古地圖及棲息於城市周遭的各種鳥類。

## 接驳交通

### 公交
城市公交由GVB运营，有30、31、34、36、37、38、245、N91路。区域公交由EBS和Connexxion运营，有292、301、304、307、308、312、315、319、392、N92路。